# American Widow
American Widow (tj. Americká vdova) je grafická kniha z roku 2008, jejíž autorkou je Alissa Torres. Ilustroval ji Sungyoon Choi. Autorka v ní popisuje svůj první rok po smrti svého 31letého manžela Eddieho. Ten zahynul při teroristických útocích v New Yorku 11. září 2001. Eddie začal jeden den před útoky, 10. září 2001, pracovat ve firmě Cantor Fitzgerald se sídlem právě ve Světovém obchodním centru, které bylo při útocích zničeno. Autorka vypráví mimo jiné o svém dítěti, které se narodilo až dva měsíce po manželově smrti.